# 石山敬貴
石山 敬貴（いしやま けいき、1969年〈昭和44年〉12月18日 - ）は、日本の農学博士、政治家。宮城県加美町長（1期）。
衆議院議員を1期務めた。

## 人物
宮城県加美郡加美町（旧小野田町）出身。加美町立小野田中学校(加美町立鳴峰中学校)、宮城県古川高等学校、東北大学農学部卒。東北大学大学院博士課程修了。ワシントン州立大学博士研究員を経て、理化学研究所に研究員として勤務し、稲の研究に取り組む。2004年度日本植物細胞分子生物学会論文賞を受賞。
民主党の誘いを受け、理化学研究所を退職して2005年の第44回衆議院議員総選挙に民主党公認で宮城4区から立候補したが、小泉劇場による民主党への逆風や、公示直前の出馬表明による知名度不足もあり、自由民主党の伊藤信太郎に約35,000票差で敗れ落選。
2009年の第45回衆議院議員総選挙は民主党公認に加え、国民新党の推薦も得て宮城4区に再び立候補し、伊藤信太郎を約27,000票差で破り初当選した。
宮城4区は自民党の伊藤宗一郎・信太郎親子が長年議席を独占し、なおかつ相手候補の比例復活当選さえ1度も許したことがない県内屈指の保守王国だったが、石山がその牙城を崩し、政権交代を象徴する選挙区のひとつとなった。当選後、民主党宮城県総支部連合会副代表に就任。
環太平洋戦略的経済連携協定（TPP）交渉については、石山は「党内でも全議員が賛成しているわけでない。党内の反対の旗頭となる」と反対を表明している。
2012年の消費増税をめぐる政局では、野田内閣による消費増税法案の閣議決定に抗議して3月30日に政調会長補佐の辞表を提出し、4月23日の党役員会で受理された。6月26日の衆議院本会議で行われた消費増税法案の採決では、党の賛成方針に反して反対票を投じた。民主党は7月3日の常任幹事会で党員資格停止2カ月の処分とする方針を決定し、7月9日の常任幹事会で正式決定した。
同年の第46回衆議院議員総選挙では民主党公認で宮城4区から出馬。前回下した伊藤信太郎に敗れ、比例復活もならず落選した。
2013年3月より東北大学大学院農学研究科の研究員、2017年4月から2018年6月まで同大学院同研究科の特任助教として勤務。2018年7月から12月まで岩手大学農学部の特任研究員として勤務。2019年1月より東北大学大学院農学研究科に復帰し助教として勤務。
また、2015年からは東北放送ラジオ「おはようワイド Goodモーニング」の木曜コメンテーターとして出演。
2023年4月、同年8月に行われる加美町長選挙へ立候補する意向が報じられた。
8月6日の投開票の結果、現職の猪股洋文を破り初当選を果たした。同月28日に役場に初登庁した。

## 主な所属していた団体・議員連盟
- 国家主権と国益を守るために行動する議員連盟